# Michele Luppi
Michele Luppi, född 7 april 1974 i Carpi, Emilia-Romagna, är en italiensk sångare, keyboardist och sångcoach. Han är sångare i det progressiva power metal-bandet Vision Divine och tidigare sångare i Secret Sphere. Dessutom är han keyboardist och bakgrundssångare i Whitesnake sedan 2015.

## Biografi

### Tidig karriär och turnerande musiker
Michele Luppi började sin sångkarriär som frontman för Mr. Pig, ett band som spelade covers på Dream Theater, Mr. Big, Led Zeppelin, Kiss, Europe och Deep Purple. I slutet av 90-talet utbildade han sig till röstcoach och började sedan arbeta professionellt som studio- och livemusiker. Han har bland annat arbetat med artister som George Lynch (Dokken), Doug Aldrich, Ian Paice och Eric Martin. Han hoppade in som tillfällig ersättare när Martin hade problem med rösten under en turné med Mr. Big.
Luppi turnerade i början av 2000-talet som keyboardist och bakgrundssångare tillsammans med Umberto Tozzi. Han har sedan 2015 turnerat med Whitesnake och bland annat medverkat på deras "The Purple Tour".

### Heavy metal-karriär
Internationellt är Luppi mest känd som sångare i det progressiva power metal-bandet Vision Divine och tidigare sångare i Secret Sphere. Han gick med i de förra 2003 och spelade in tre album med dem innan han lämnade gruppen 2008. Sedan mars 2025 är han åter medlem i bandet. Tillsammans med Secret Sphere spelade han in tre album mellan 2012 och 2017. Han har även varit medlem i det finländska power metal-bandet Thaurorod, men spelade aldrig in något material med dem.

## Diskografi i urval
Vision Divine
- Stream of Consciousness (2004)
- The Perfect Machine (2005)
- The 25th Hour (2007)

Secret Sphere
- Portrait of a Dying Heart (2012)
- A Time Never Come - 2015 Edition (2015)
- One Night in Tokyo (livealbum) (2016)
- The Nature of Time (2017)